# 시오노 히로시
시오노 히로시(일본어: 鹽野 宏, 1931년 6월 13일~)는 일본의 법학자이다. 도쿄 대학의 명예교수이며, 일본 학사원 원장 등을 역임했다.